# 塞斯基萊

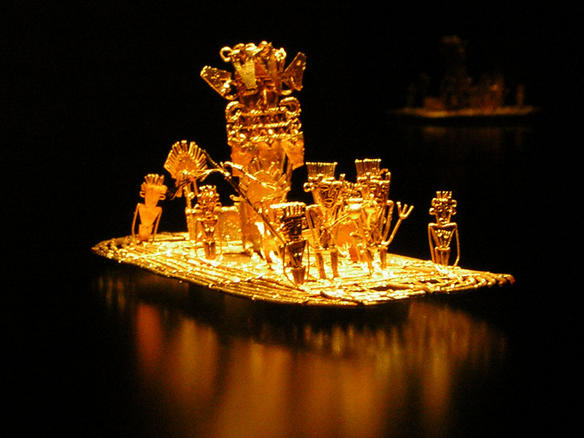

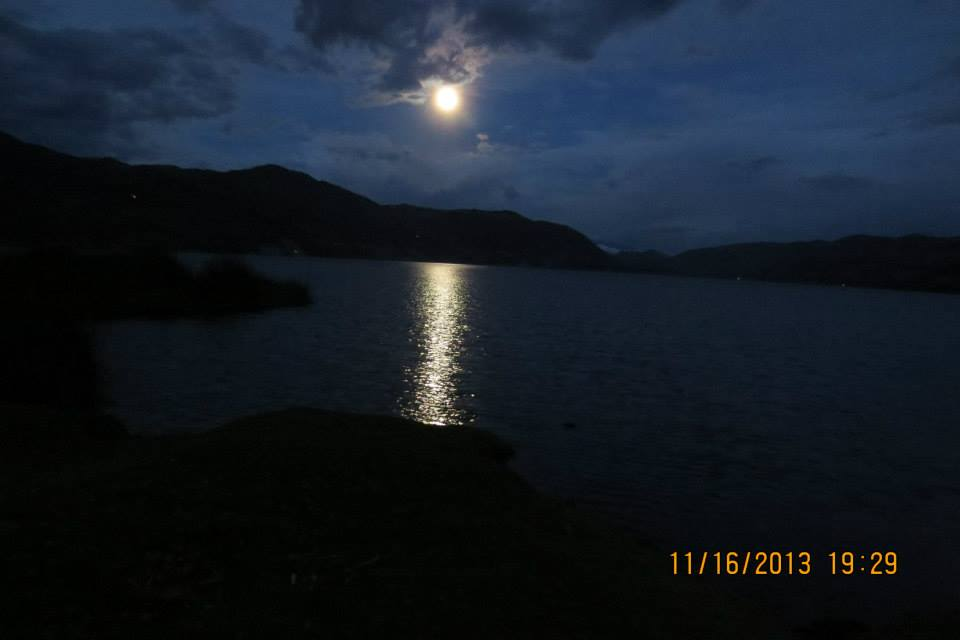

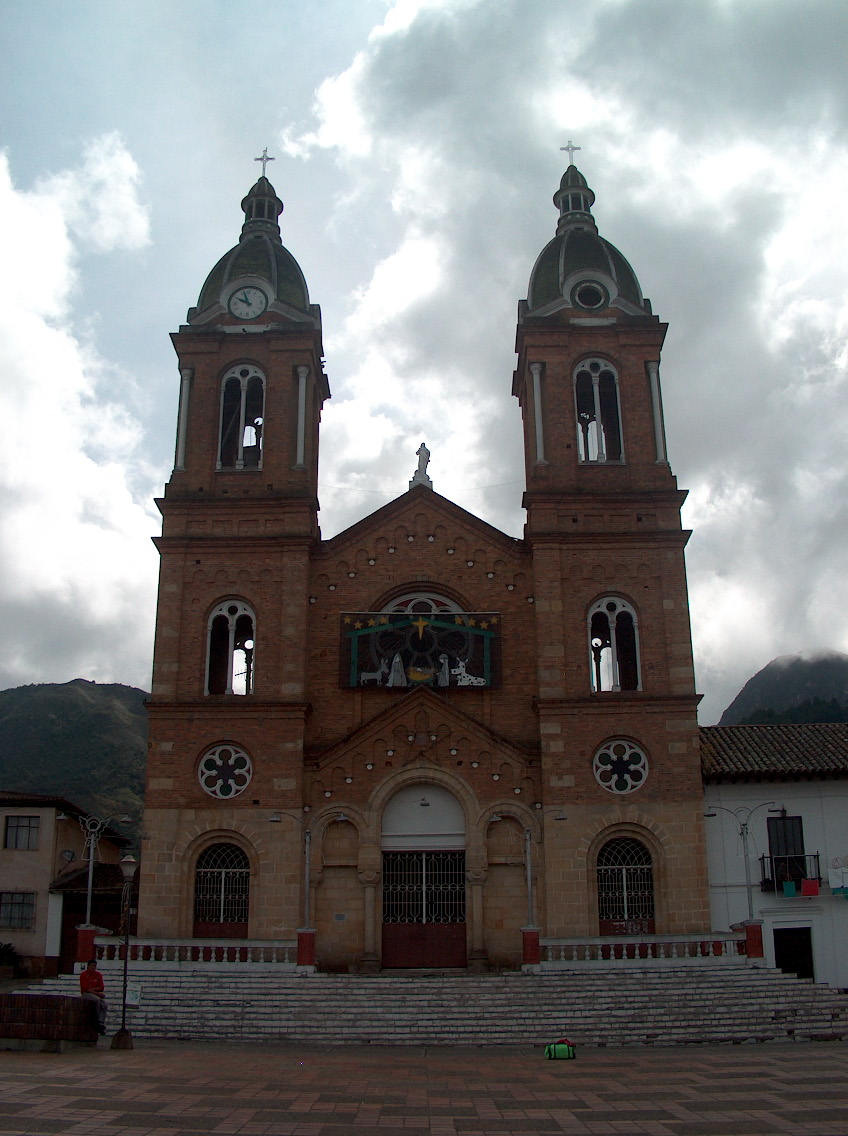

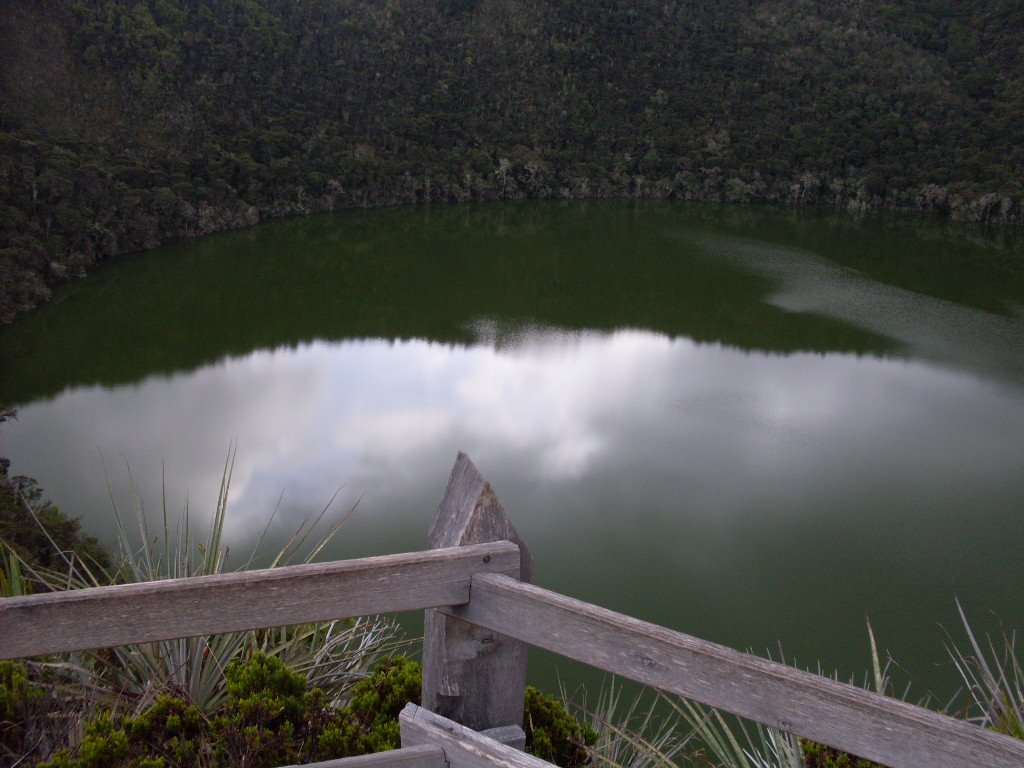

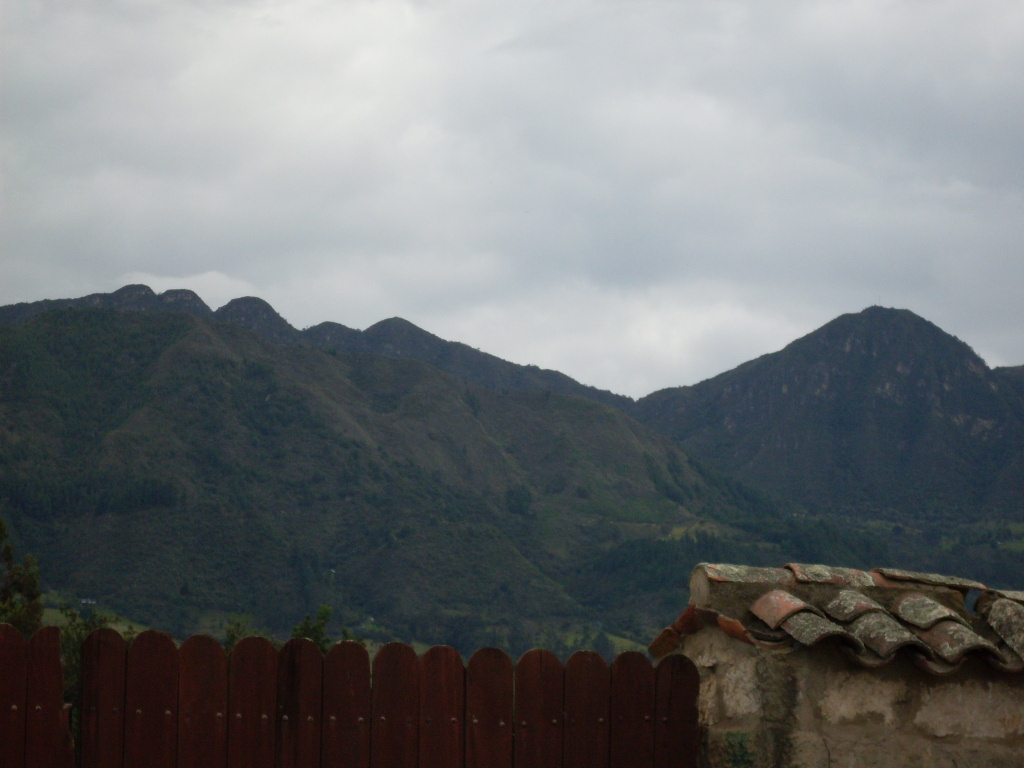

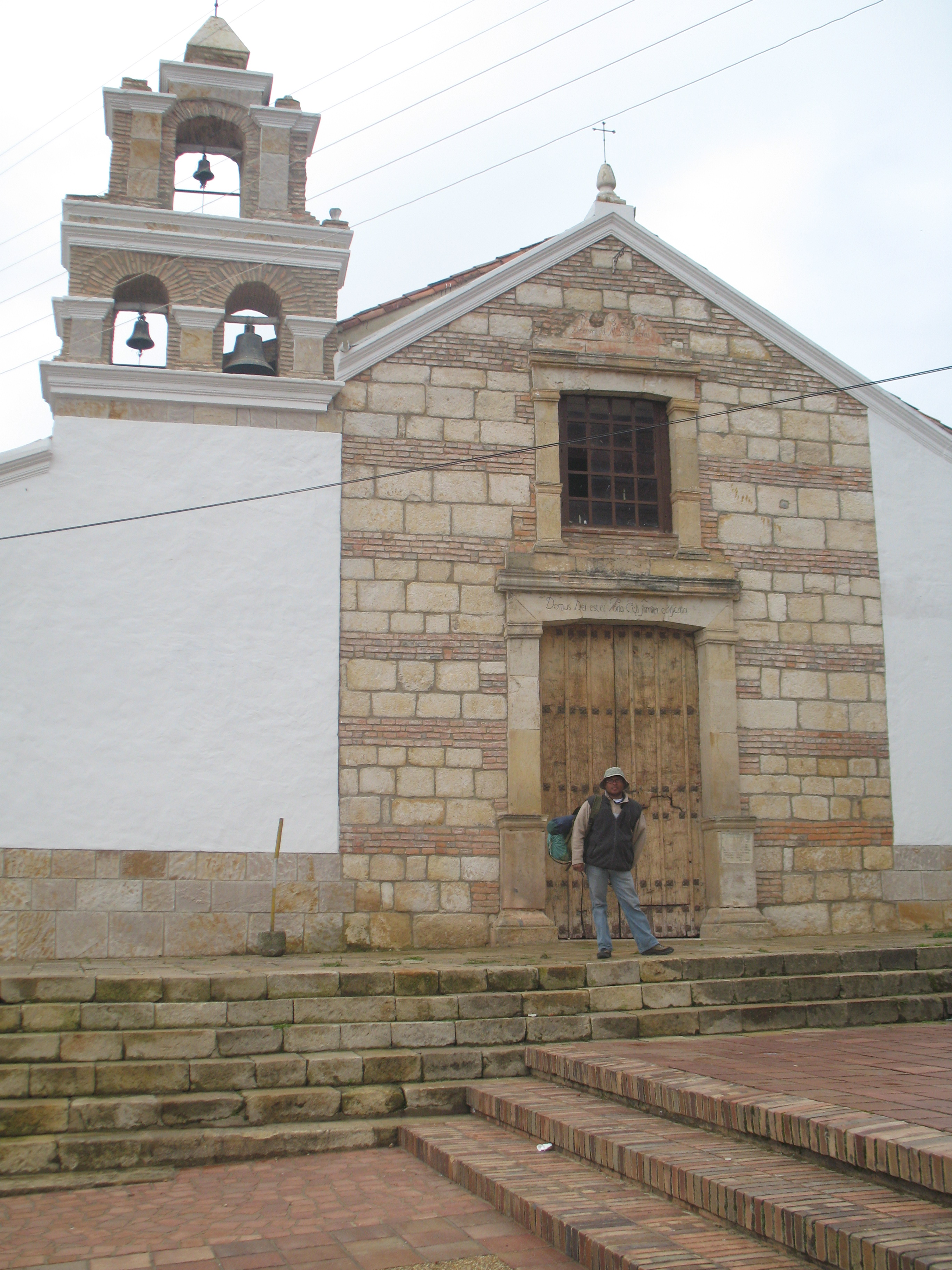

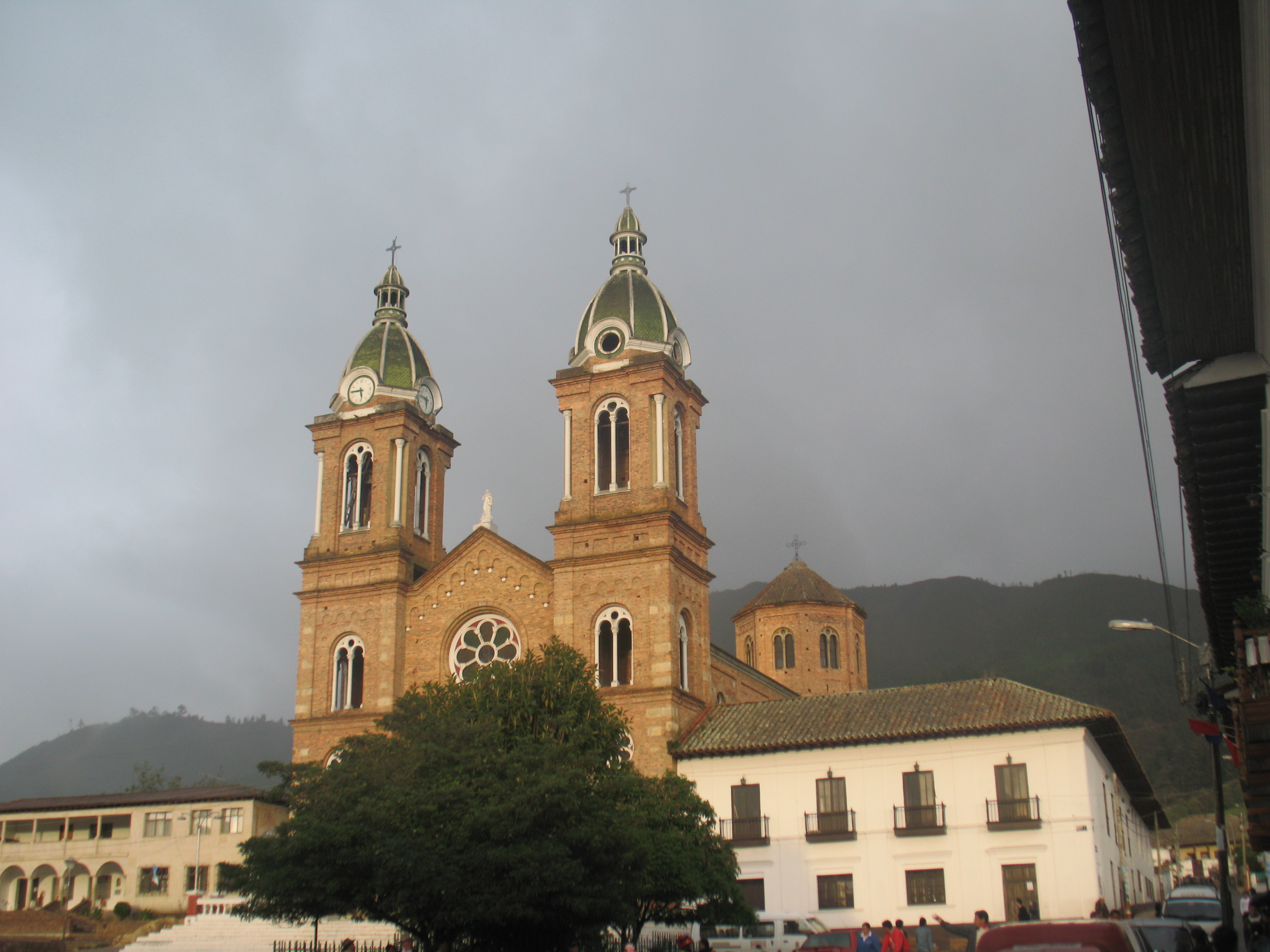

塞斯基萊是哥倫比亞的城鎮，位於該國中部，由昆迪納馬卡省負責管轄，距離首府波哥大46公里，始建於1600年，面積141平方公里，海拔高度2,678米，2005年人口9,691。

## 外部連結
- Cundinamarca department official website (Spanish)

5°03′N 73°48′W / 5.050°N 73.800°W